# 平納
平納（英語：Pinner）是倫敦的一個地區，位於大倫敦地區西北部的哈羅倫敦自治市。在歷史上平納曾經屬於米德塞克斯郡。位於查令十字西北12.3英里處。